# Akira Yoshizawa

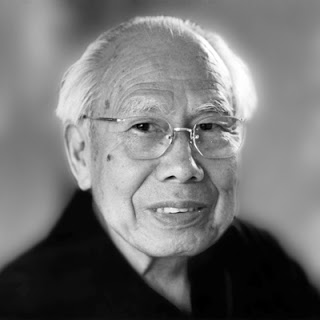
Akira Yoshizawa

Akira Yoshizawa (章 吉澤; Kaminokawa, 14 marzo 1911 – Itabashi, 14 marzo 2005) è stato un artista giapponese considerato il più grande maestro di origami.

## Biografia
Figlio di un allevatore della prefettura di Tochigi, in Giappone, cominciò a lavorare in una fabbrica di Tokyo all'età di 13 anni. Studiando di pomeriggio continuò la sua formazione e diventò disegnatore tecnico, usando l'arte tradizionale dell'origami per spiegare problemi geometrici.
Nel 1937 lasciò il lavoro in fabbrica per dedicarsi completamente all'origami. Il suo lavoro fu giudicato sufficientemente creativo da essere inserito, nel 1944, nel libro Origami Shuko di Isao Honda.
A dare inizio alla sua carriera è stato un lavoro da lui realizzato nel 1951, per un numero della rivista Asahi Graph. La prima monografia a lui dedicata, Atarashii Origami Geijutsu (La nuova arte dell'origami), fu pubblicata nel 1954.
In questo lavoro definì il sistema di notazione delle pieghe origami denominato "sistema Yoshizawa-Randlett", diventato poi uno standard per gran parte degli origamisti creativi. La pubblicazione del libro fu seguita, poco tempo dopo, dalla fondazione da parte di Yoshizawa dell'International Origami Centre a Tokyo, oltre che da una serie di esibizioni internazionali.
In Italia, il primo articolo su Akira Yoshizawa, dal titolo Magia dell'Origami, fu pubblicato su Selezione dal Reader's Digest nel dicembre 1970. Nel novembre 1983, in occasione del concorso Origami per Pinocchio, Yoshizawa venne per la prima volta in Italia grazie all'interessamento del neonato Centro Diffusione Origami e della Japan Foundation.
Durante tutta la sua attività, Yoshizawa è stato un importante ambasciatore della cultura giapponese nel mondo.
A lui è dovuta l'elevazione dell'origami da semplice lavoro manuale a forma d'arte. Yoshizawa ha creato complessivamente più di 50.000 modelli, di cui solamente poche centinaia sono stati diagrammati nei diciotto libri pubblicati. È stato un pioniere di diverse tecniche di piegatura, compreso il "wet-folding" (piegatura bagnata), che consiste nell'inumidire la carta prima e durante la piegatura, consentendo a chi piega di ottenere forme molto arrotondate e un aspetto "scolpito" del modello.
Questo fu considerato da molti il paradigma che ha consentito all'origami di essere equiparato a una forma d'arte, anziché essere considerato una curiosità folkloristica.
Nel 1983, l'Imperatore del Giappone Hirohito gli assegnò il titolo dell'Ordine del Sol Levante.